# Mycocepurus smithii

Mycocepurus smithii este o specie de furnici, prima la care s-a descoperit că există doar femele, reproducerea făcându-se asexual, prin clonarea mătcii. Furnicile trăiesc în Amazonia și descoperirea a fost făcută în aprilie 2009, de o echipă de la Universitatea din Arizona, condusă de biologul Ana Himler.